# Jungle Fight 92
Jungle Fight 92 foi um evento de artes marciais mistas promovido pelo Jungle Fight, que ocorreu em 30 de setembro de 2017, em Belo Horizonte, Minas Gerais.. o Jungle Fight realizou a sua edição de número 92 neste sábado, em Belo Horizonte, e contou com três disputas de cinturão. Na luta principal, Erick Parrudo colocou seu título dos leves (até 70kg) em jogo e bateu Cleiton Predador por decisão dividida, conseguindo sua segunda defesa bem sucedida.No co-evento principal, Felipe Cabocão chegou a perder dois pontos por golpes irregulares, mas dominou Caio Gregório e faturou o cinturão dos penas (até 66kg) ao vencer por decisão unânime. Já entre os moscas, o então campeão Bruno The Talent foi superado por Denis Três Dedos, que é o novo detentor do título da divisão até 57kg..

## Ligações Externas
1. ↑  Eric “Parrudo” permaneceu campeão dos leves do Jungle Fight
2. ↑  Felipe “Cabocão” novo campeão dos Penas do Jungle Fight
3. ↑  Denis “Três Dedos” novo campeão dos Moscas do Jungle Fight